# 藤沢周平傑作選
『朗読・藤沢周平傑作選』（ろうどく ふじさわしゅうへい けっさくせん）は、ニッポン放送などで2009年度から2012年度まで放送された朗読番組である。

## 概要
時代小説を中心に数多くの社会派作品を作ってきた藤沢周平の選りすぐりの作品をニッポン放送のアナウンサーが朗読する。川井郁子によるヴァイオリン演奏・音楽監修と併せて構成する。
当初は開局55周年記念として1年間放送される予定だったが、好評につき2010年度以降も放送された。
番組開始以来、案内役を児玉清が務めたが、胃癌により2011年5月16日に逝去したため、22日放送分からは檀ふみが務めた。
2013年3月31日の放送をもって、4年間の歴史に幕を閉じた。

## 放送時間
- ニッポン放送：毎週日曜日 早朝6:25 - 6:55
2012年4月8日から『くり万太郎のサンデー早起き有楽町』内で放送。
- 山形放送[注 2]：毎週日曜日 7:30 - 8:00
- 栃木放送：毎週土曜日 18:30 - 19:00
- 信越放送：毎週月曜日 20:30 - 21:00
- 毎日放送：毎週金曜日 深夜（土曜未明）2:30 - 3:00

## 朗読作品
| 年度     | 期間                | 回                  | 作品名           | 収蔵作品                         | 朗読担当   |
| -------- | ------------------- | ------------------- | ---------------- | -------------------------------- | ---------- |
| 2009年度 | 4月5日 - 5月10日    | 1 - 6               | 花のあと         | 文春文庫・作品集『海坂藩大全』   | 那須恵理子 |
| 2009年度 | 5月17日 - 6月21日   | 7 - 12              | 竹光始末         | 新潮文庫・作品集『竹光始末』     | 栗村智     |
| 2009年度 | 6月28日 - 7月26日   | 13 - 17             | 玄鳥             | 文春文庫・作品集『玄鳥』         | 石川みゆき |
| 2009年度 | 8月2日 - 9月6日     | 18 - 22             | 父と呼べ         | 文春文庫・作品集『闇の梯子』     | 上柳昌彦   |
| 2009年度 | 9月13日 - 10月18日  | 23 - 28             | 潮田伝五郎置文   | 新潮文庫・作品集『冤罪』         | 飯田浩司   |
| 2009年度 | 10月25日 - 11月22日 | 29 - 34             | 泣く母           | 新潮文庫・作品集『霜の朝』       | 那須恵理子 |
| 2009年度 | 11月29日 - 12月27日 | 35 - 39             | 約束             | 新潮文庫・作品集『橋ものがたり』 | 山本剛士   |
| 2009年度 | 1月3日 - 2月14日    | 40 - 46             | 暗殺の年輪       | 文春文庫・作品集『暗殺の年輪』   | 上柳昌彦   |
| 2009年度 | 2月21日             | 47                  | うぐいす         | 文春文庫・作品集『日暮れ竹河岸』 | 増山さやか |
| 2009年度 | 2月28日             | 48                  | おぼろ月         | 文春文庫・作品集『日暮れ竹河岸』 | 増山さやか |
| 2009年度 | 3月7日              | 49                  | 明鳥             | 文春文庫・作品集『日暮れ竹河岸』 | 増山さやか |
| 2009年度 | 3月14日 - 3月28日   | 50 - 52             | 山桜             | 新潮文庫・作品集『時雨みち』     | 新保友映   |
| 2010年度 | 4月4日 - 7月25日    | 53 - 69             | 蝉しぐれ         | 文春文庫・作品集『蝉しぐれ』     | 那須恵理子 |
| 2010年度 | 8月1日 - 8月29日    | 70 - 74             | 必死剣鳥刺し     | 文春文庫・作品集『隠し剣孤影抄』 | 上柳昌彦   |
| 2010年度 | 9月5日 - 10月24日   | 75 - 82             | 麦屋町昼下り     | 文春文庫『麦屋町昼下り』         | 山本剛士   |
| 2010年度 | 10月31日 - 12月12日 | 83 - 89             | 醜女 高札場      | 文春文庫『三屋清左衛門残日録』   | 栗村智     |
| 2010年度 | 12月19日 - 1月2日   | 90 - 92             | 雪明り           | 新潮文庫『時雨あと』             | 石川みゆき |
| 2010年度 | 1月9日 - 1月30日    | 93 - 96             | 静かな木         | 新潮文庫『静かな木』             | 上柳昌彦   |
| 2010年度 | 2月6日 - 2月19日    | 97 - 99             | 梅薫る           | 中公文庫『夜の橋』               | 小口絵理子 |
| 2010年度 | 2月27日 - 4月3日    | 100 - 105           | 小さな橋で       | 新潮文庫『橋ものがたり』         | 那須恵理子 |
| 2011年度 | 4月17日 - 5月15日   | 106 - 110           | たそがれ清兵衛   | 新潮文庫『たそがれ清兵衛』       | 山本剛士   |
| 2011年度 | 5月29日 - 6月26日   | 111 - 115           | 小川の辺         | 新潮文庫『闇の穴』               | 増山さやか |
| 2011年度 | 7月3日 - 7月31日    | 116 - 121           | 孤立剣残月       | 文春文庫『隠し剣秋風抄』         | 上柳昌彦   |
| 2011年度 | 8月3日 - 8月28日    | 122 - 126           | 夢ぞ見し         | 文春文庫『長門守の陰謀』         | 垣花正     |
| 2011年度 | 9月4日 - 9月25日    | 127 - 130           | まぼろしの橋     | 新潮文庫『橋ものがたり』         | 石川みゆき |
| 2011年度 | 10月2日 - 10月30日  | 131 - 136           | 辻斬り           | 文春文庫『よろずや平四郎活人剣』 | 山本剛士   |
| 2011年度 | 11月6日 - 11月27日  | 137 - 140           | 意気地なし       | 新潮文庫『時雨のあと』           | 増山さやか |
| 2011年度 | 12月4日 - 12月18日  | 141 - 143           | 鬼気             | 中公文庫・文春文庫『夜の橋』     | 上柳昌彦   |
| 2011年度 | 1月8日 - 2月5日     | 144 - 148           | 木綿触れ         | 新潮文庫『闇の穴』               | 石川みゆき |
| 2011年度 | 2月12日 - 2月26日   | 149 - 151           | 報復             | 新潮文庫『霜の朝』               | 山本剛士   |
| 2011年度 | 3月4日              | 152                 | 三年目           | 新潮文庫『神隠し』               | 新保友映   |
| 2011年度 | 3月11日 - 3月25日   | 153 - 155           | 禍福             | 新潮文庫『霜の朝』               | 那須恵理子 |
| 2012年度 | 4月1日 - 4月15日    | 156 - 158           | 零落             | 文春文庫『三屋清左衛門残日録     | 栗村智     |
| 2012年度 | 4月22日 - 5月13日   | 159 - 162           | 夜の道           | 『時雨みち』                     | 増山さやか |
| 2012年度 | 5月20日 - 6月17日   | 163 - 167           | 浮気妻           | 『よろずや平四郎活人剣』         | 山本剛士   |
| 2012年度 | 6月24日 - 7月8日    | 168 - 170           | 拐し             | 新潮文庫『神隠し』               | 上柳昌彦   |
| 2012年度 | 7月15日 - 8月12日   | 171 - 175           | 泣くな、けい     | 文春文庫『夜の橋』               | 石川みゆき |
| 2012年度 | 8月19日 - 9月16日   | 176 - 180           | 神隠し           | 『神隠し』                       | 那須恵理子 |
| 2012年度 | 9月23日 - 9月30日   | 181 - 182           | 桐畑に雨の降る日 | 『日暮れ竹河岸』                 | 新保友映   |
| 2012年度 | 10月7日 - 11月4日   | 183 - 187           | 闇討ち           | 文春文庫『玄鳥』                 | 上柳昌彦   |
| 2012年度 | 11月11日 - 12月9日  | 188 - 192           | 鷦鷯             | 文春文庫『玄鳥』                 | 石川みゆき |
| 2012年度 | 12月16日 - 1月13日  | 193 - 197           | 亡霊             | 『よろずや平四郎活人剣』         | 山本剛士   |
| 2012年度 | 1月20日 - 2月3日    | 198 - 200           | 夜消える         | 文春文庫『夜消える』             | 増山さやか |
| 2012年度 | 2月10日 - 3月10日   | 201 - 205           | 雪間草           | 文春文庫『花のあと』             | 那須恵理子 |
| 2012年度 | 3月17日 - 3月31日   | 206 - 208（最終回） | 飛べ、佐五郎     | 新潮文庫『時雨みち』             | 上柳昌彦   |